# コインブラ大学-アルタとソフィア
コインブラ大学-アルタとソフィア（コインブラだいがく-アルタとソフィア）は、ヨーロッパ屈指の伝統を持つ名門コインブラ大学の建造物群を主な対象とするUNESCOの世界遺産リスト登録物件である。ポルトガルの古都コインブラは、特に16世紀以降、大学と密接に結びついて発展してきた都市であり、そのアルタ地区とソフィア地区には大学の歴史を刻んできた様々な建物が残る。この物件は、ポルトガル一国にとどまらず、ポルトガル海上帝国時代に植民地の大学群に与えた影響の大きさなども評価されて、2013年の第37回世界遺産委員会で登録された。

## 歴史
大学は1290年にディニス1世によって設立されたが、当初はリスボンにあるストゥディウム・ゲネラーレだった。ポルトガル初の大学を創ろうという努力は、少なくとも1288年から行われていたが、大学設置を告げる勅許「スキエンティアエ・テサウルス・ミラビリス」(Scientiae thesaurus mirabilis) は、1290年3月1日付で出された。この大学はポルトガルにとどまらず、イベリア半島全体でもこの種の機関として最古のものである。時のローマ教皇ニコラウス4世による承認も、同じ年の8月9日に与えられた。教皇の教書の認可に従い、神学を除く「合法的な」全ての学部、つまり、人文学部、法学部、教会法学部、医学部が最初に設置されたのである。しかし、この大学はリスボンに長くとどまることはなかった。当時、教会と政治権力の間にはいくぶんの緊張関係が見られ、教会からの解放を求める動きがあった上、市民と学生が衝突することもあったので、1308年にコインブラへの大学移転が行われた。
コインブラは少し前にリスボンに遷都するまで首都の地位にあった歴史ある都市であり、12世紀創建のサンタ・クルース修道院に併設されていた学校が大いに成功していたことから、すでに教育面でも長い伝統を有していた。コインブラに移転した大学は、現在のコインブラ大学総合図書館がある辺りの「エストゥドス・ヴェリョス」(Estudos Velhos) として知られる場所に建っていた。1338年、アフォンソ4世の時代に、大学は一度リスボンに戻されたが、1354年に再びコインブラへと移転された。 フェルナンド1世が君臨していた1377年に、大学はまたもリスボンへ移され、150年以上にわたってそのままとなった。
1537年、ジョアン3世の時代に、大学はみたびコインブラに戻され、それ以降は他の都市に移転することは無かった。移転の背景としては、影響力を強めていた大学を首都から隔離する意図があったとされる。大学はコインブラのアルカソヴァ宮殿に置かれ、教員や全蔵書を含む大学に関する全てがリスボンから移ってきた。ジョアン3世は、前世紀にイタリアで生まれた新しい理念を導入することを試みた。彼はポルトガル人が留学するための奨学金を創設し、ポルトガルの人文主義者で当時パリにいた博識のアンドレ・デ・ゴウヴェイアをコインブラ大学のコレジオ・ダス・アルテス (Real Colégio das Artes e Humanidades / Colégio das Artes, 1542-1837) の学寮長に任命した。ゴウヴェイアは、神学のエリ・ヴィネ、数学のペドロ・ヌネシュ、法学や古典学のディオゴ・デ・テイヴェなど、多くの教授たちを招聘した。
この時期の大学はイエズス会に委ねられており、前出のコレジオ・ダス・アルテスをはじめ、コレジオが次々と設立された。それらは19世紀には閉校されることになるが、かつてソフィア通りには、そうしたコレジオとその教会がいくつも存在していた。現存するコレジオには、コレジオ・ド・カルモ (Colégio do Carmo)、コレジオ・ダ・グラサ (Colégio da Graça)、コレジオ・デ・サン・ペドロ (Colégio de São Pedro)、コレジオ・デ・サン・トマス (Colégio de São Tomás)、コレジオ・デ・サン・ベルナルド (Colégio de São Bernardo)、コレジオ・デ・サン・ボナヴェントゥラ (Colégio de São Boaventura)、コレジオ・ダス・アルテスなどがある。
18世紀には、王国の大臣だったポンバル侯爵セバスティアン・デ・カルヴァーリョが、当時の啓蒙主義に影響を受けた反教会権力的な信念に基づき、特に科学教育方面での抜本的な大学改革を行なった。コインブラ大学植物園をはじめとする自然科学系の施設、研究機関などには、この時期に設立されたものがいくつもある。
創立された1290年からエヴォラ大学が開学した1559年まで、およびそれを運営していたイエズス会が追放されてエヴォラ大学が一度閉校となった1759年からリスボン大学とポルト大学が開学した1911年までのあわせて数百年に及ぶ期間、コインブラ大学はポルトガル唯一の大学の座にあった。

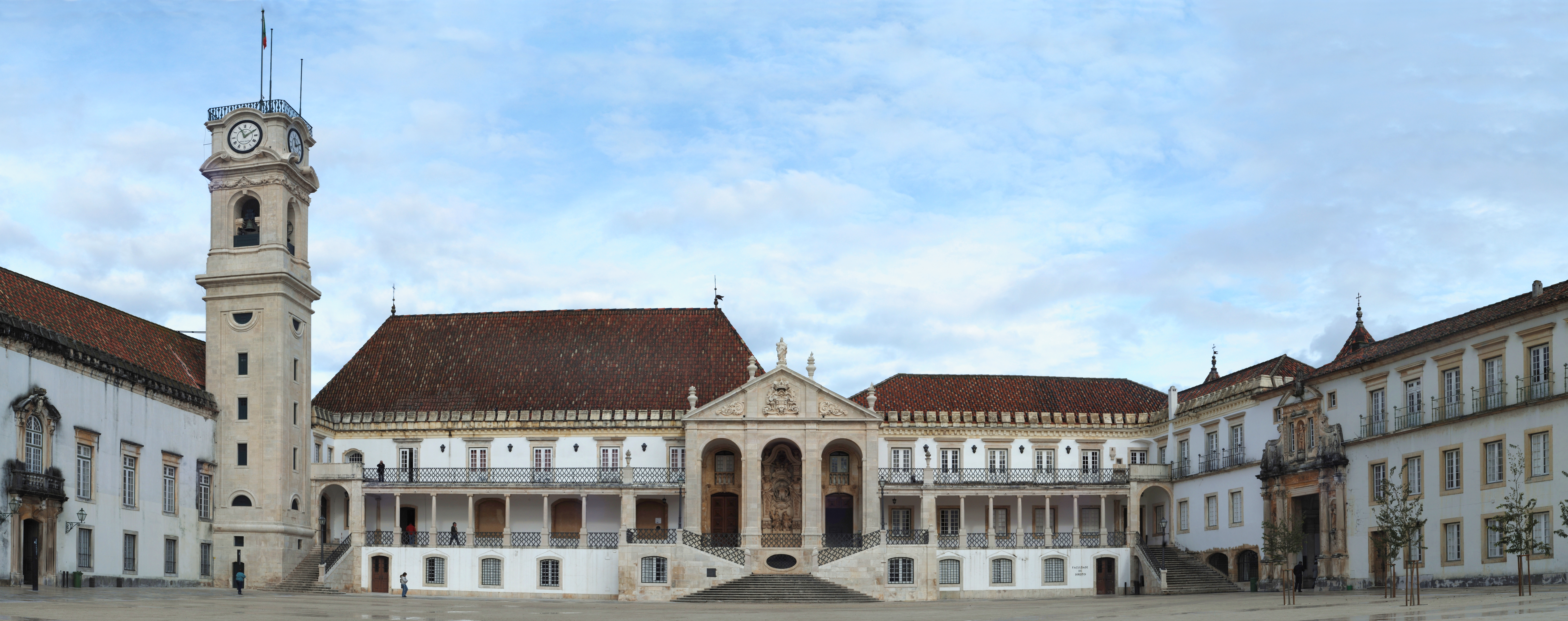
旧大学

## 登録経緯
この物件は、エルヴァスの要塞群などともに、2004年11月26日に世界遺産の暫定リストに記載された。当初のリスト記載名は単に「コインブラ大学」(Coimbra University) だった。2012年1月30日に正式な推薦書が世界遺産センターに提出され、世界文化遺産の諮問機関である国際記念物遺跡会議 (ICOMOS) は2012年9月17日から23日に現地調査を行なった。推薦書や現地調査を踏まえてICOMOSが出した勧告は「情報照会」で、世界遺産としての顕著な普遍的価値は認めたものの、保護・管理面での拡充を求めるものだった。
しかし、2013年の第37回世界遺産委員会では、逆転での登録が認められた。ポルトガルの世界遺産の登録は前年の国境防衛都市エルヴァスとその要塞群に続くものであり、「情報照会」からの逆転登録も2年連続となった。この物件は15件目（文化遺産の中では14件目）のポルトガルの世界遺産である。

### 登録名
世界遺産としての正式登録名は、University of Coimbra – Alta and Sofia （英語）、Université de Coimbra – Alta et Sofia （フランス語）である。その日本語訳は、一般に「コインブラ大学 - アルタとソフィア」とされている。

## 構成資産

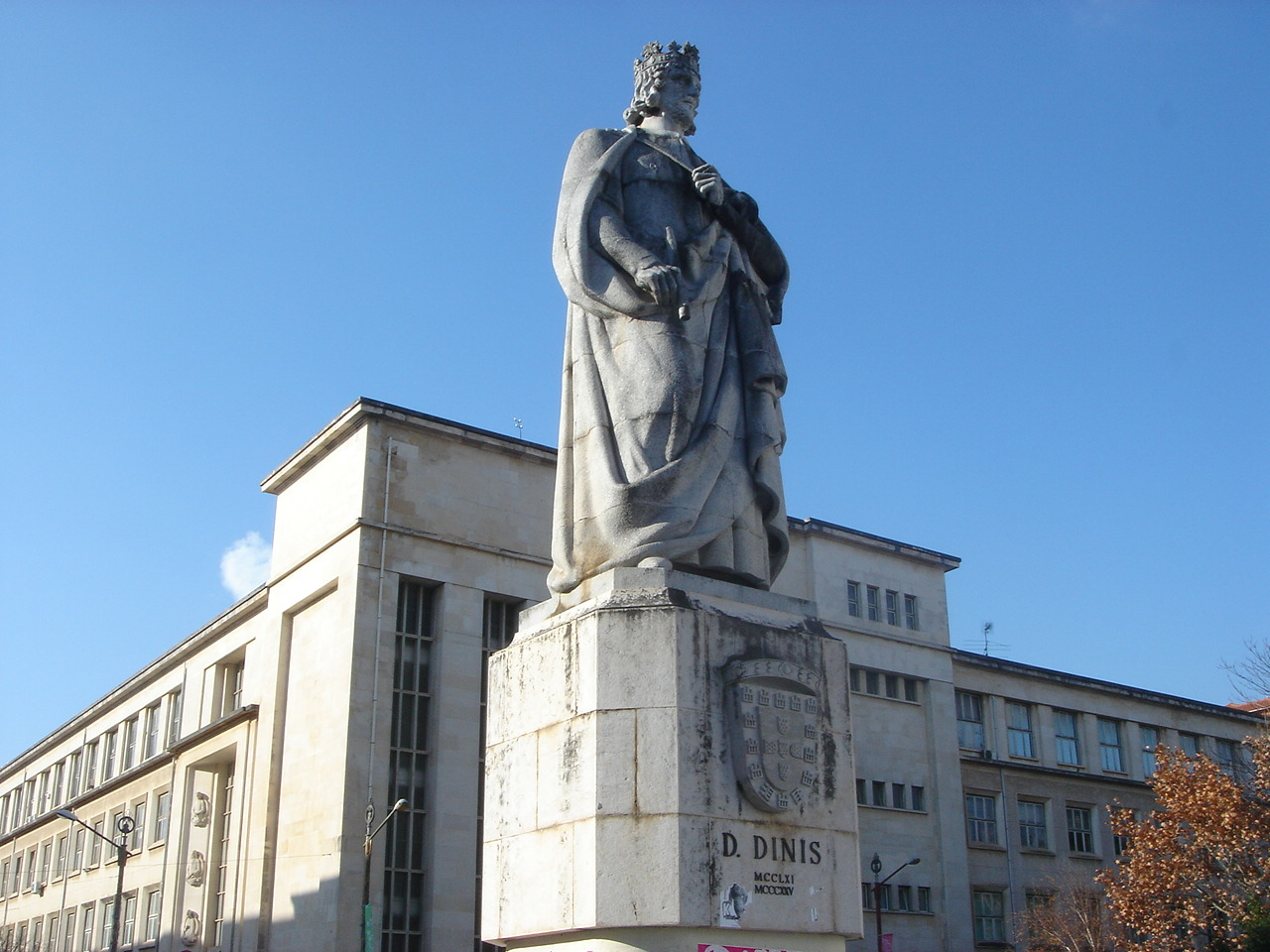
コインブラのディニス1世像

登録名が示すように、丘の上のアルタ地区にある大学関連の建造物群（サンタ・マリア大聖堂を含む）と、下町にのびるソフィア通り周辺が登録対象である。それぞれの主要な建築物などについて概説すると以下の通りである。

### アルタ地区
現在の大学の建造物群はアルタ地区に集まっている。移転当初の建物があったとされているのがコインブラ大学総合図書館の辺りである。1537年にアルカソヴァ宮殿に移転して形成されたのが旧大学 (Velha Universidade) で、観光名所となる歴史的建造物群はここにある。アルカソヴァ宮殿の前身は10世紀のムーア人要塞で、コインブラに首都が置かれていたときには王宮として使われていた建物である。
旧大学に1630年代に建てられたポルタ・フェレア（鉄の門）は、当時の医学、法学などの各学部を象徴する彫像で飾られており、ルネサンス様式やマヌエル様式が見られる。この門には「無情の門」という別名がある。内部にはかつてラテン語しか使えなかったことからその名が付いた「ラテン回廊」(Via Latina) があり、「帽子の間」(Sala dos Capelos) に続く。帽子の間はかつて宮廷の広間だった場所で、総長就任式や学位授与式といった大学の式典が行われてきた場所である。旧大学内のサン・ミゲル礼拝堂 (Capela de São Miguel) は、17世紀のアズレージョ、祭壇やオルガンに見られる装飾の美しさなどが特筆されている。
鉄の門から見て一番奥に当たるのがジョアニナ図書館である。ジョアン5世の命令で1717年から1728年に建てられた図書館で、16世紀から18世紀にかけての貴重な自然科学関連書籍などを多く集めた啓蒙時代の大学の姿を伝えるだけでなく、バロック様式風の玄関、ターリャ・ドウラーダの内装など、金泥を施した美しい装飾についての評価も高く、「ポルトガル最高級の文化財」、「豪華さという意味では、世界でも一、二を争う図書館」などといった声もある。ディズニー映画実写版の『美女と野獣』に出て来た図書館の美しい内装はここがモデルではないかとよく語られる。

旧大学の構成要素
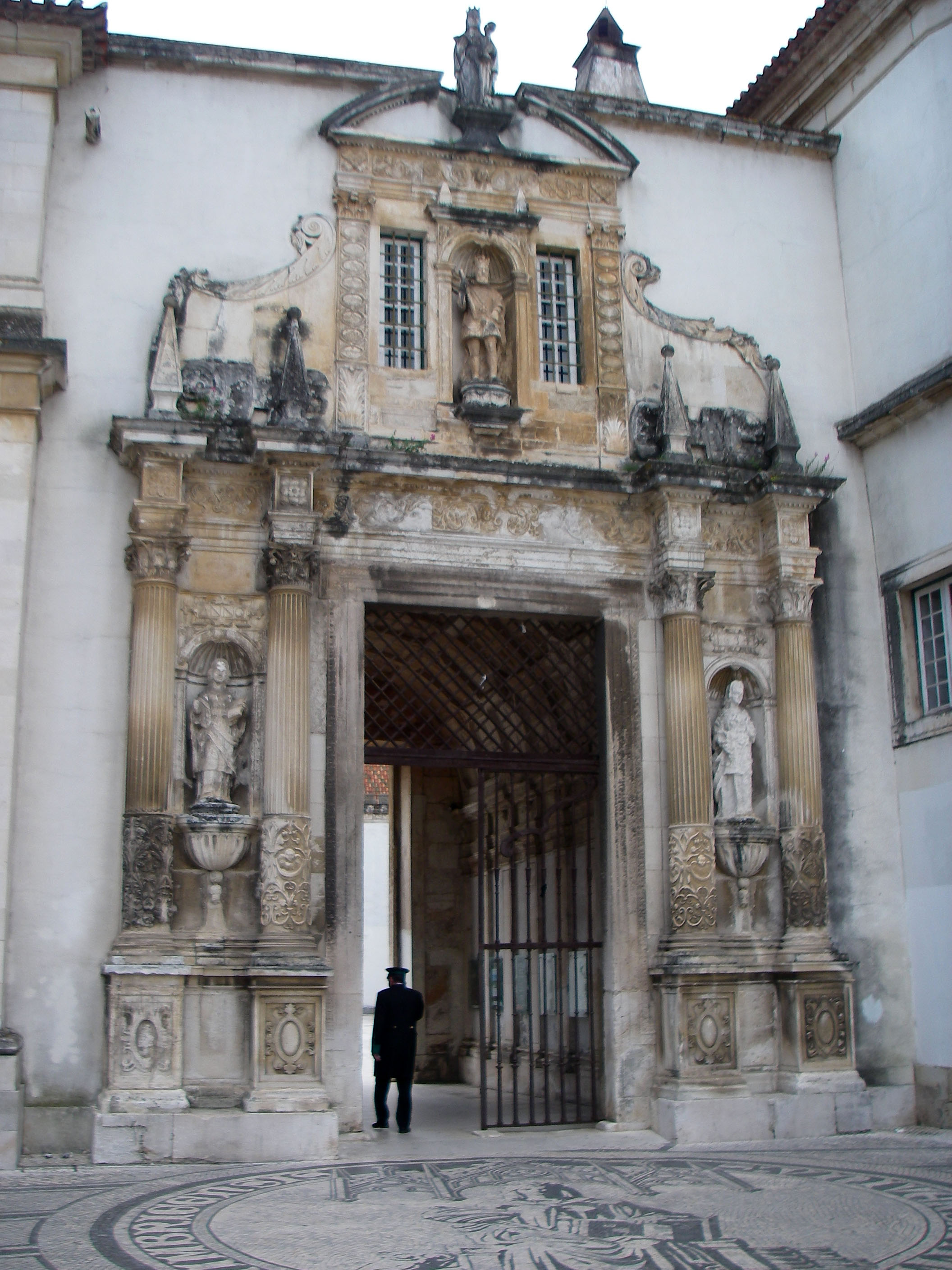
鉄の門
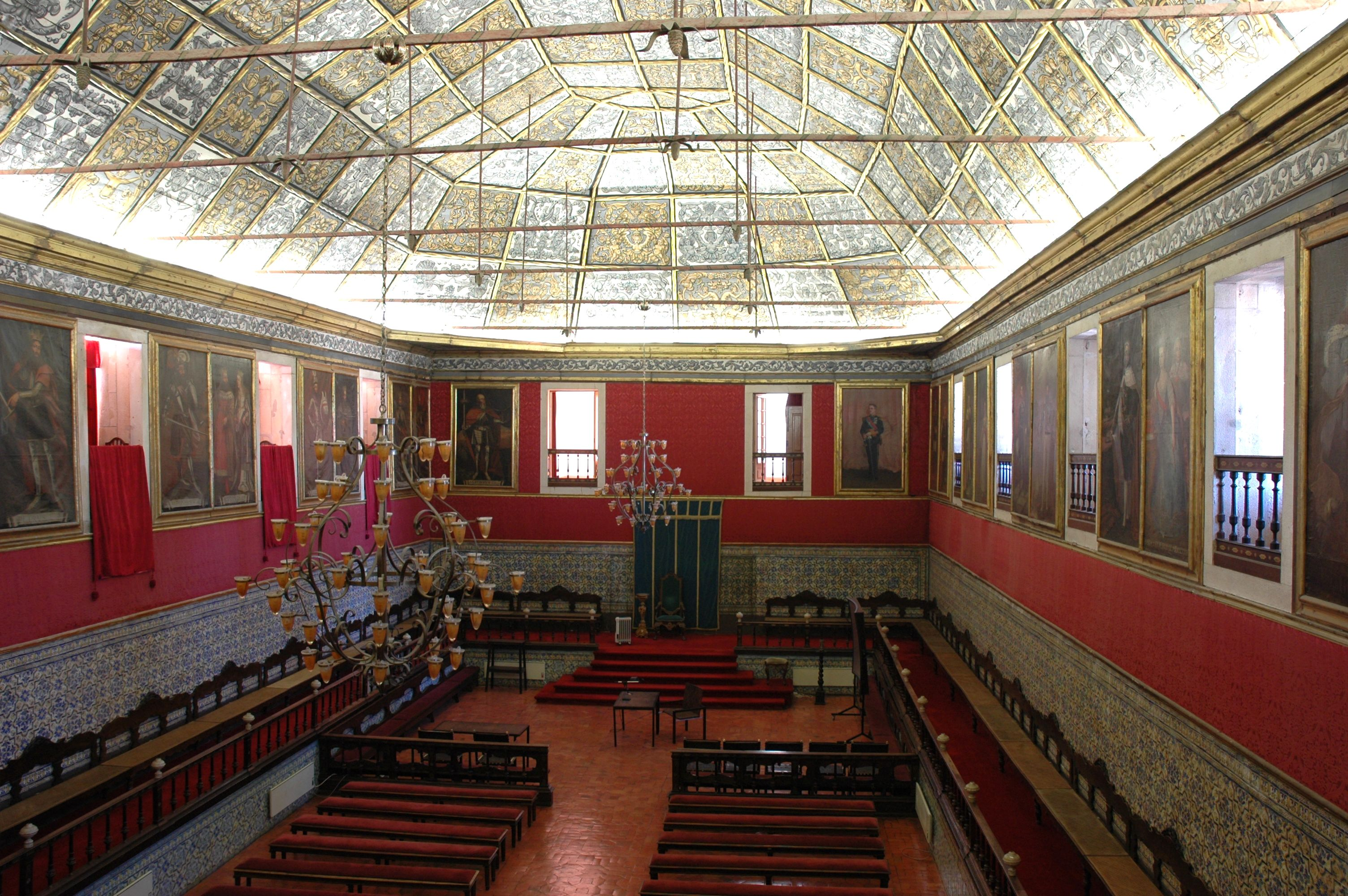
帽子の間
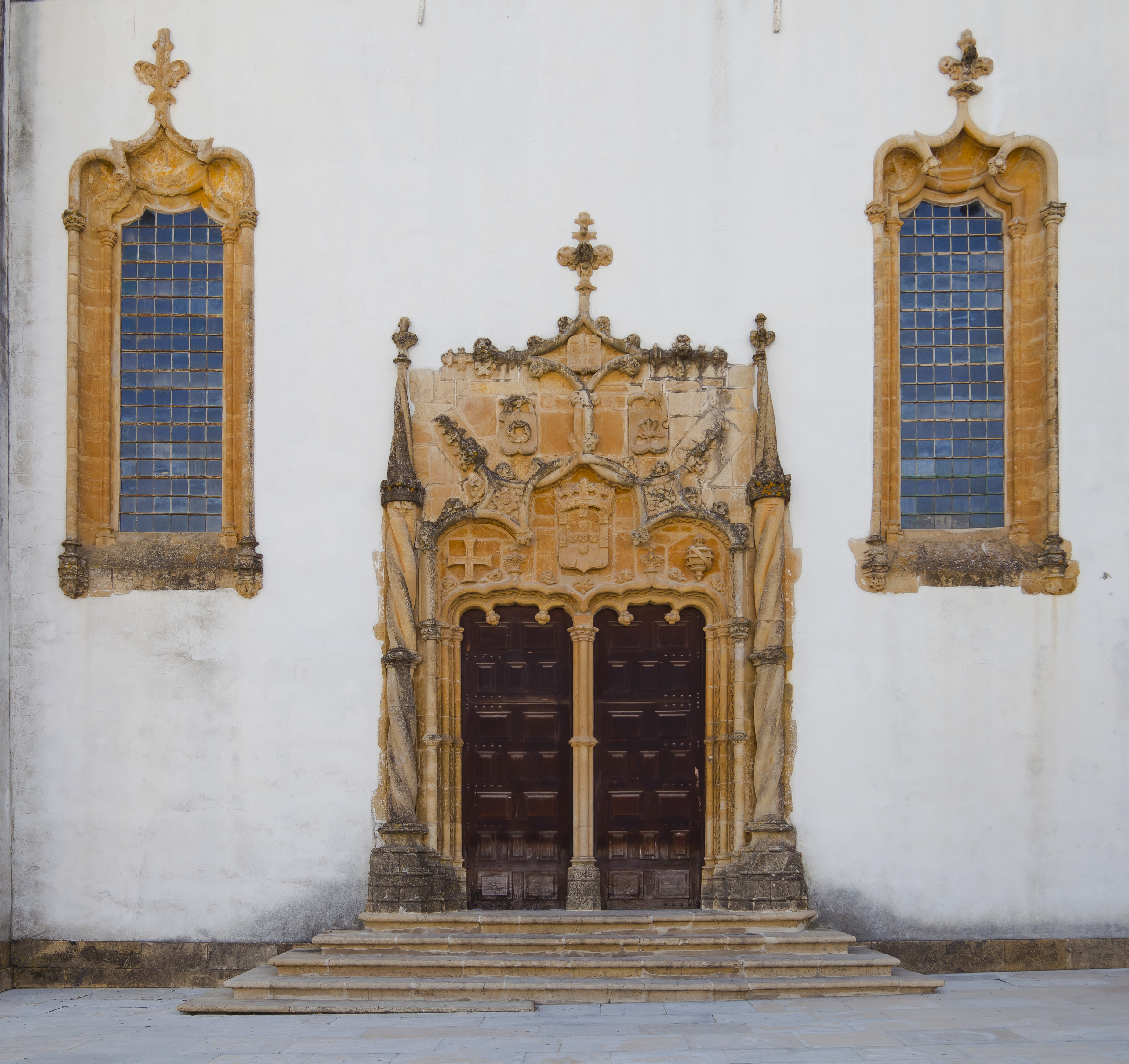
サン・ミゲル礼拝堂（ファサード）
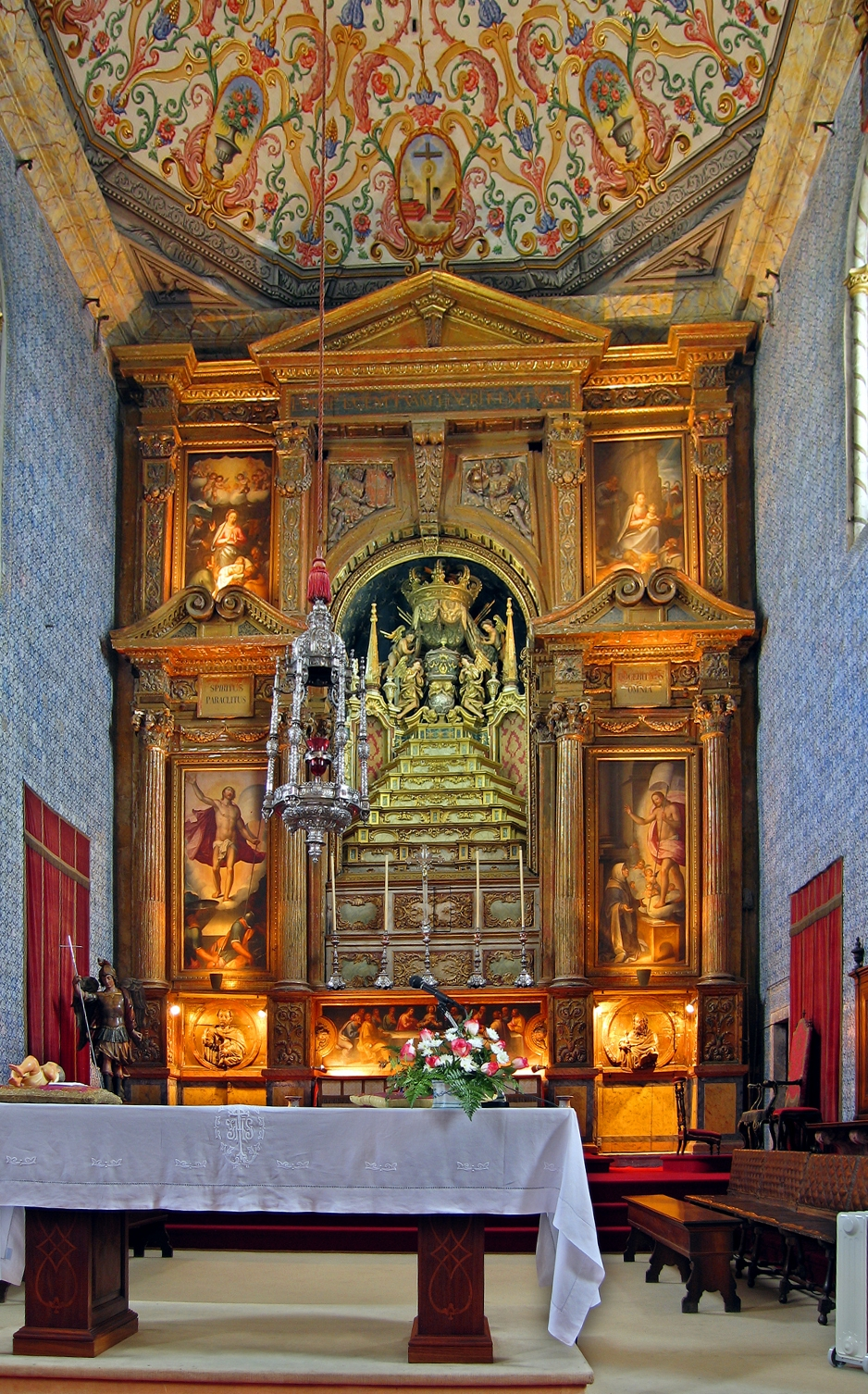
サン・ミゲル礼拝堂（内部）
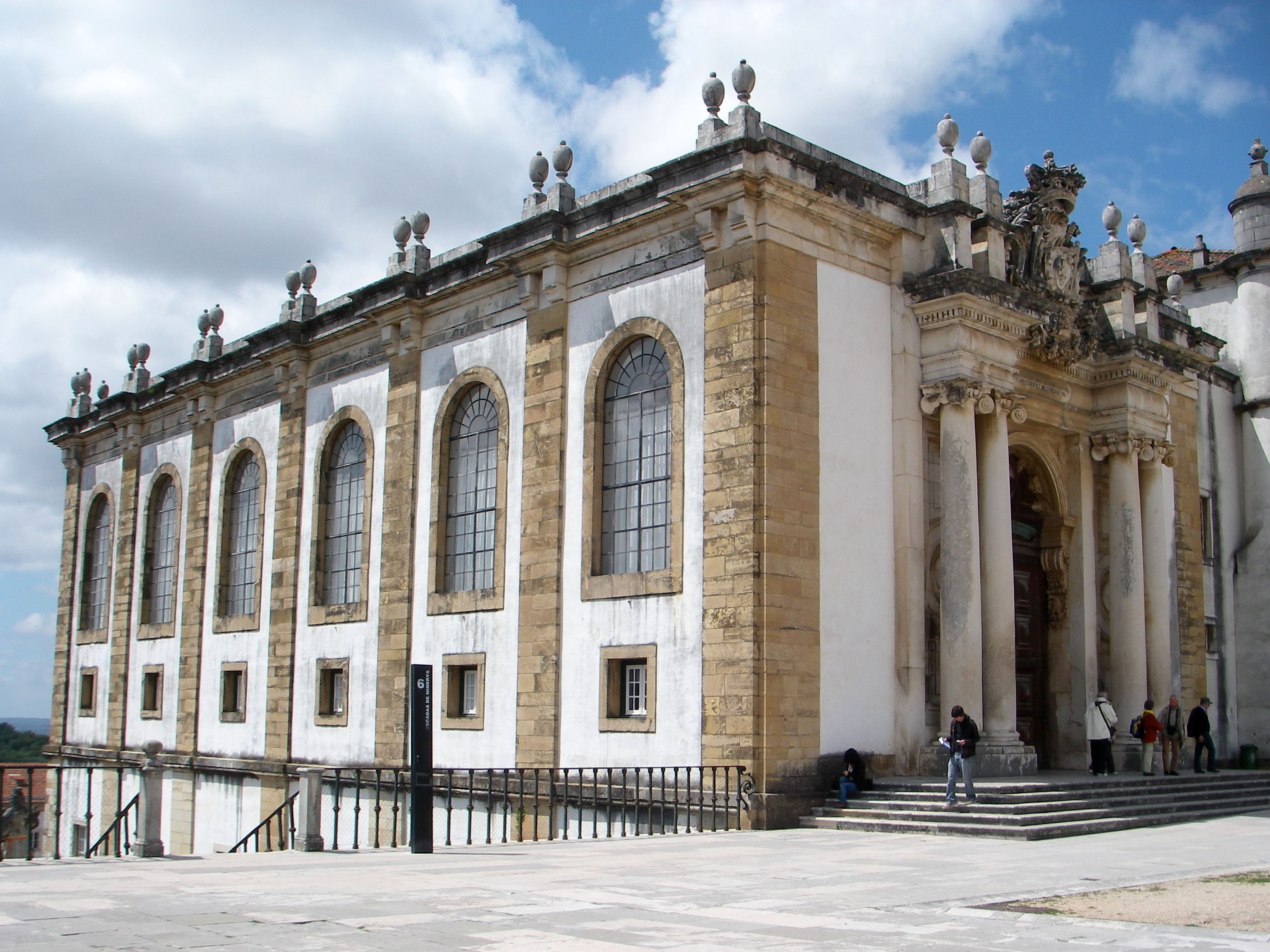
ジョアニナ図書館（外観）

啓蒙時代には自然科学方面の拡充が図られたが、コインブラ大学植物園(Jardim Botânico)は、まさにその時代に開園したものである。1774年設計のこの植物園はウィリアム・エルスデンの手になるもので、熱帯植物や針葉樹など、様々な植物が生育しており、一般にも無料で公開されている。植物園と同じ時期に建てられた建造物には、大学出版会、化学研究所などがある。

コインブラ大学植物園
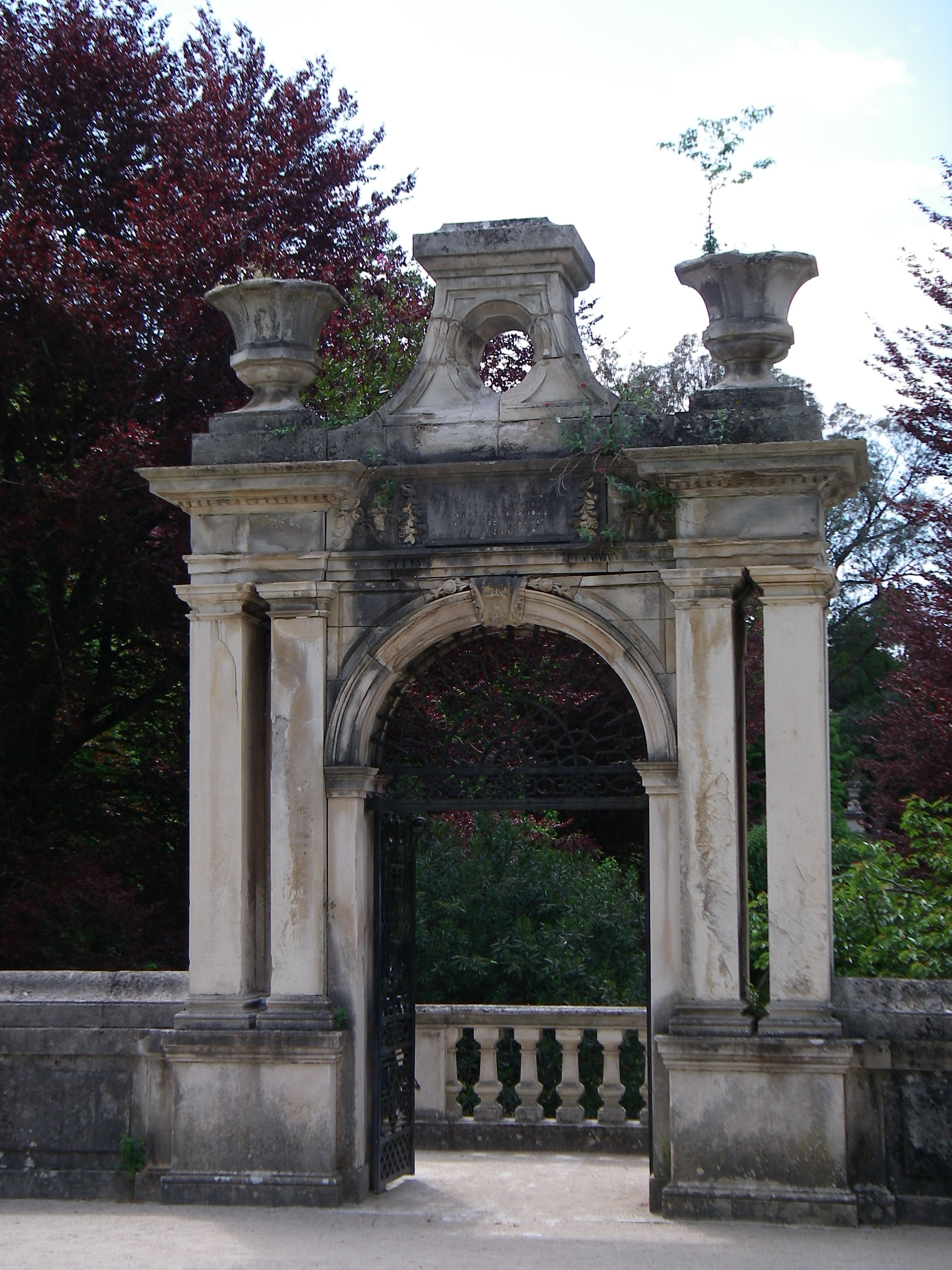
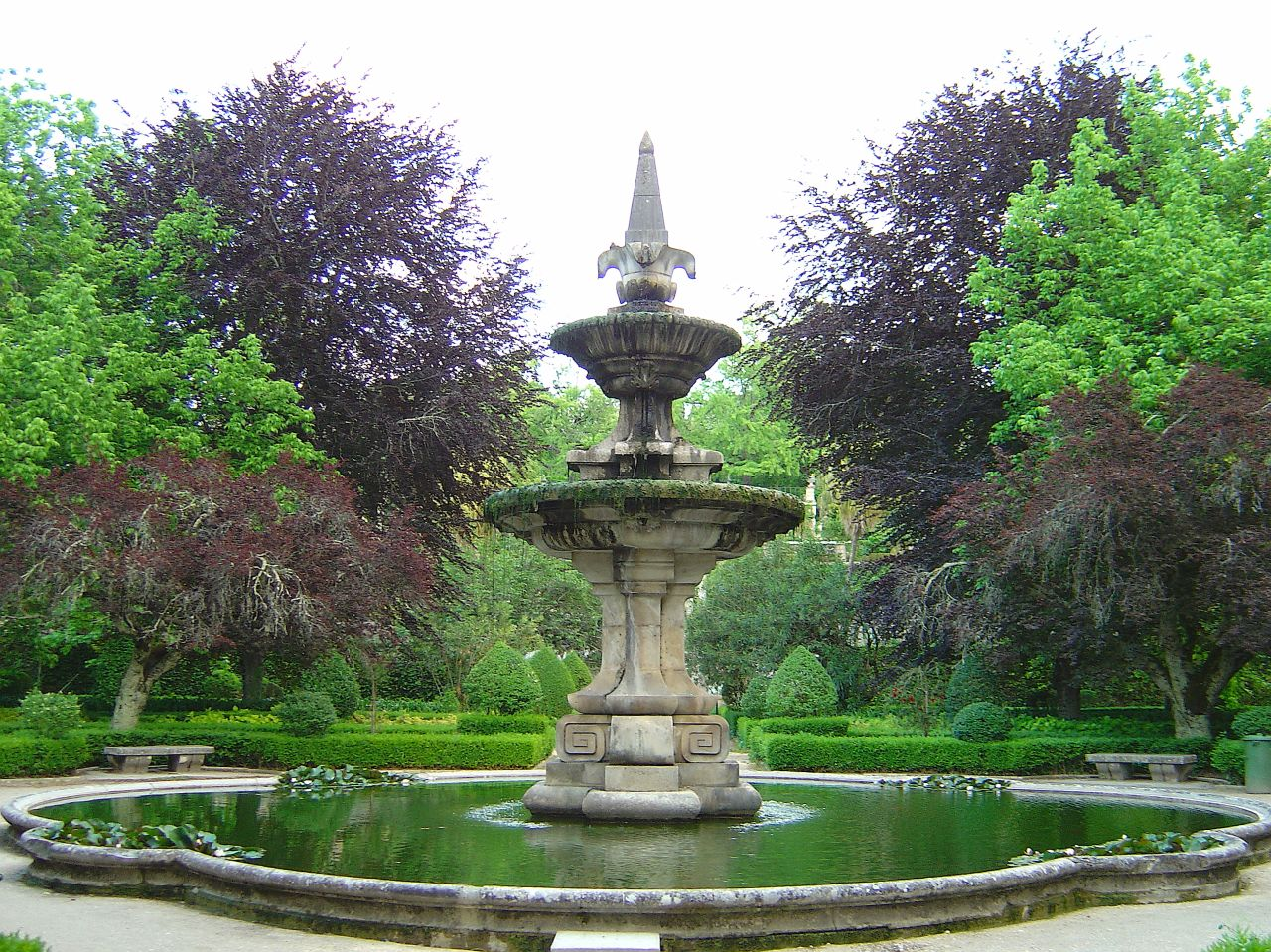
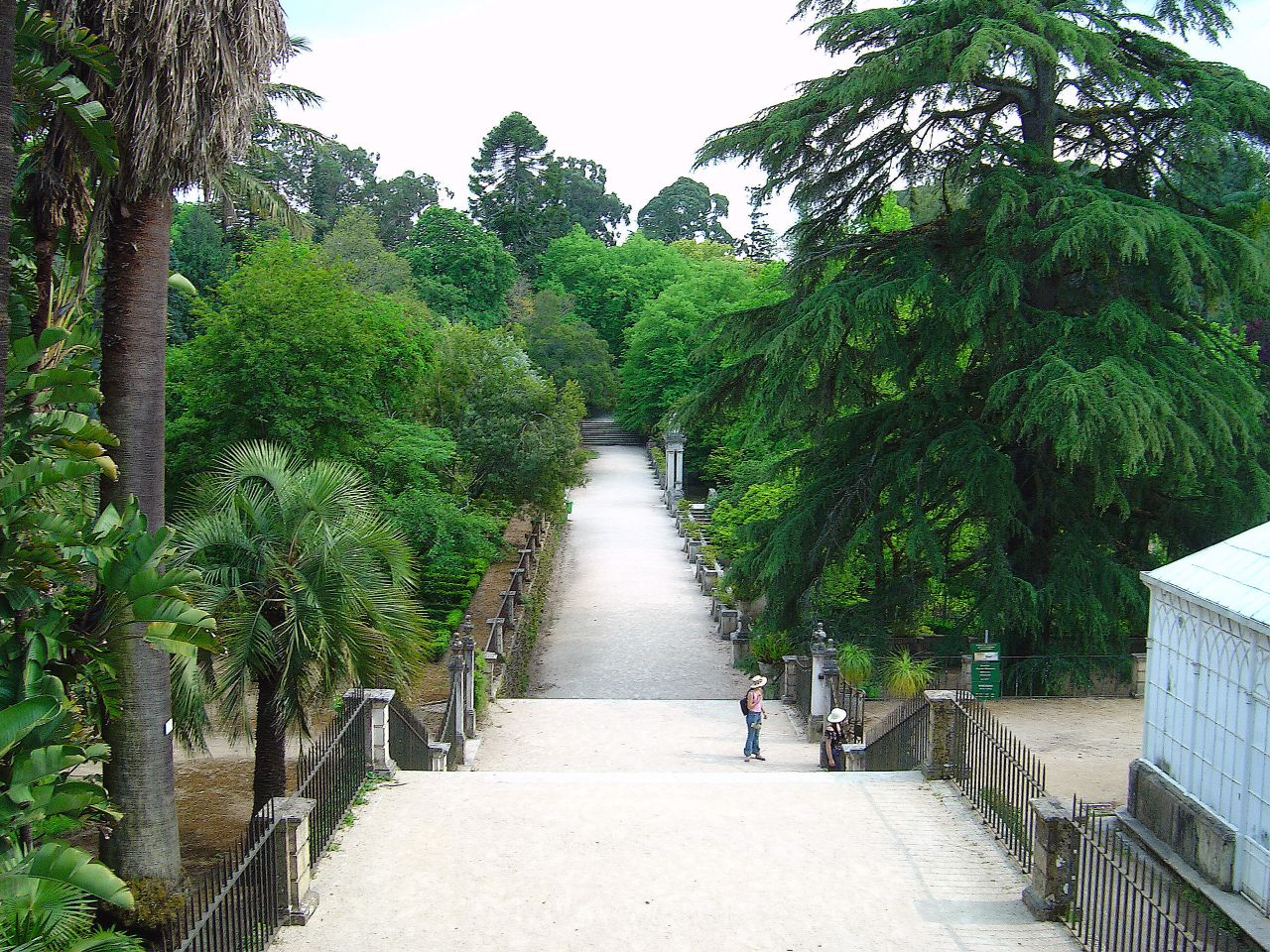
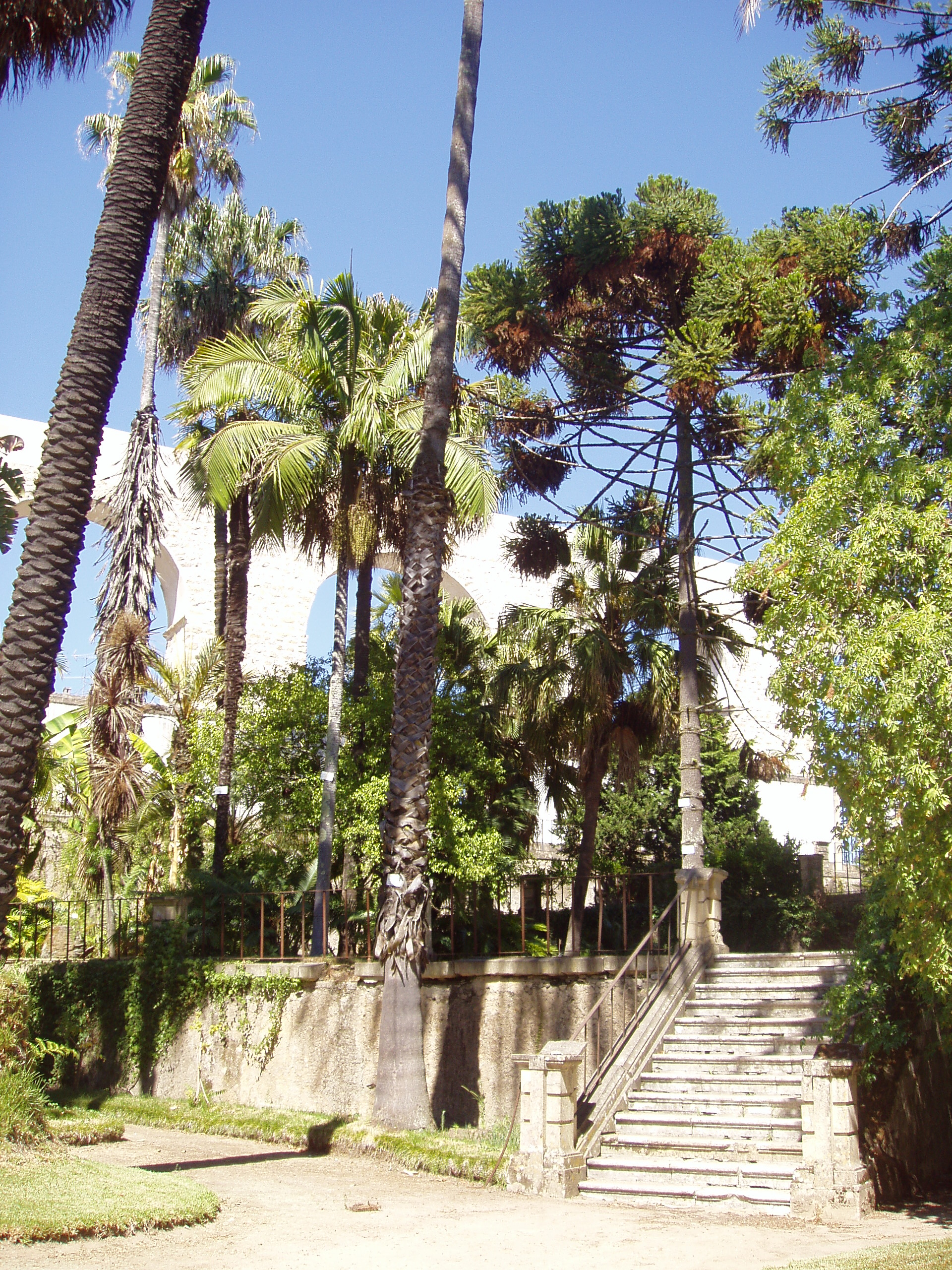
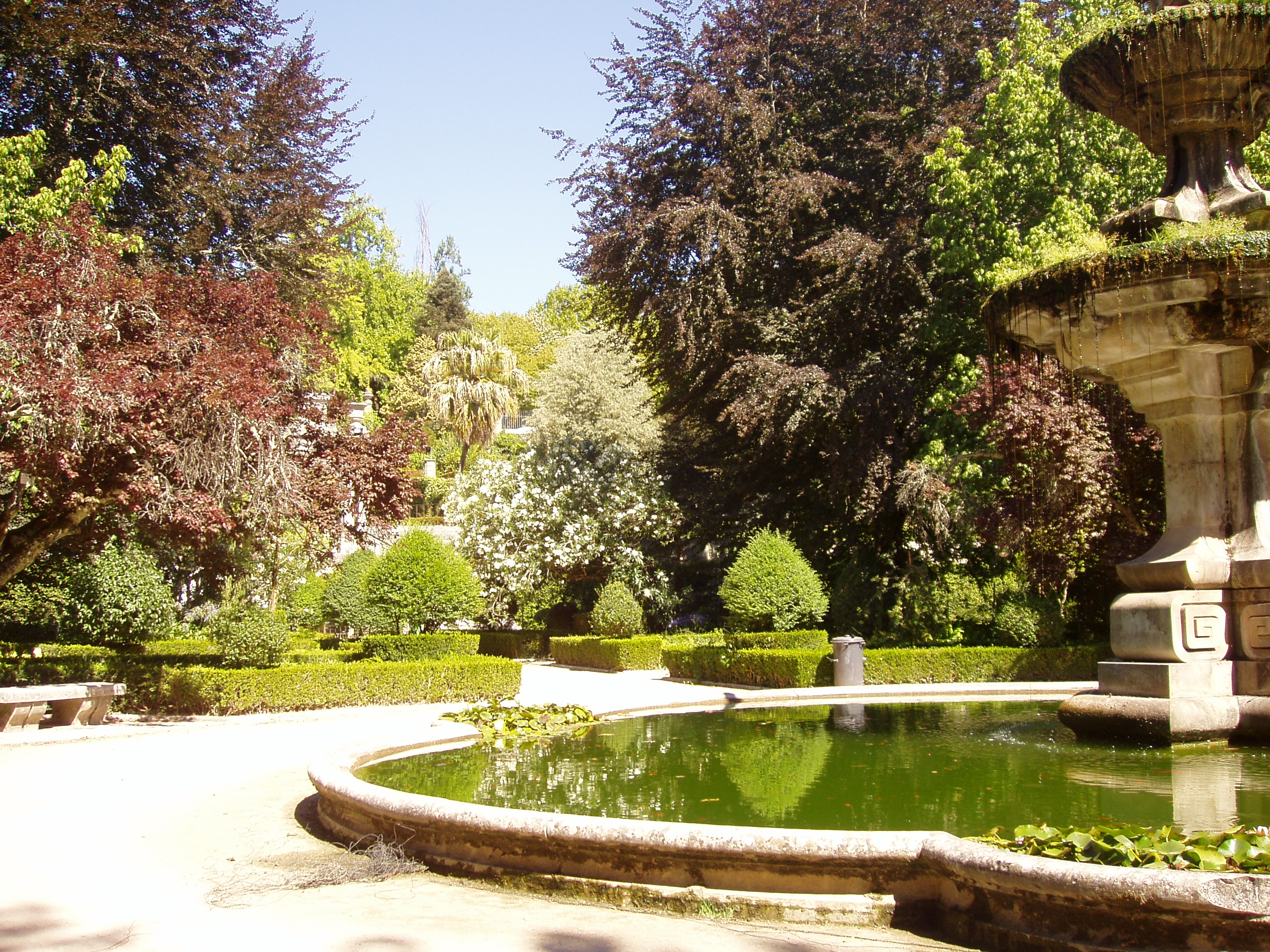

前出の総合図書館は1940年代に「大学都市」が整えられたときに建てられたものであり、現代の文学、医学、数学などの各学部・学科棟や学生会館なども同じ時期に形成され、総合図書館を含むいくつかの建物は、コインブラ大学におけるモダニズムを代表するものと見なされている。

「大学都市」
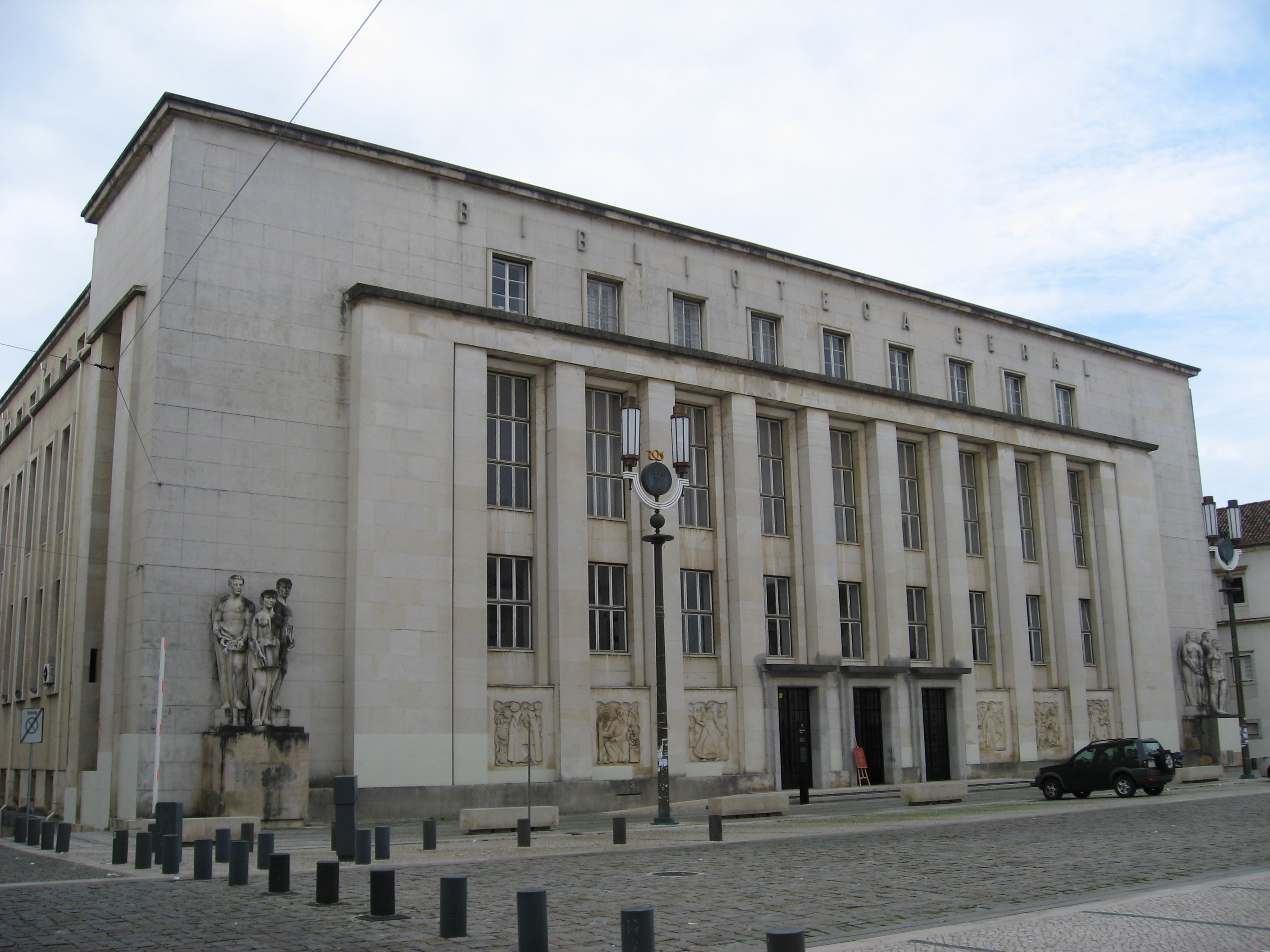
総合図書館
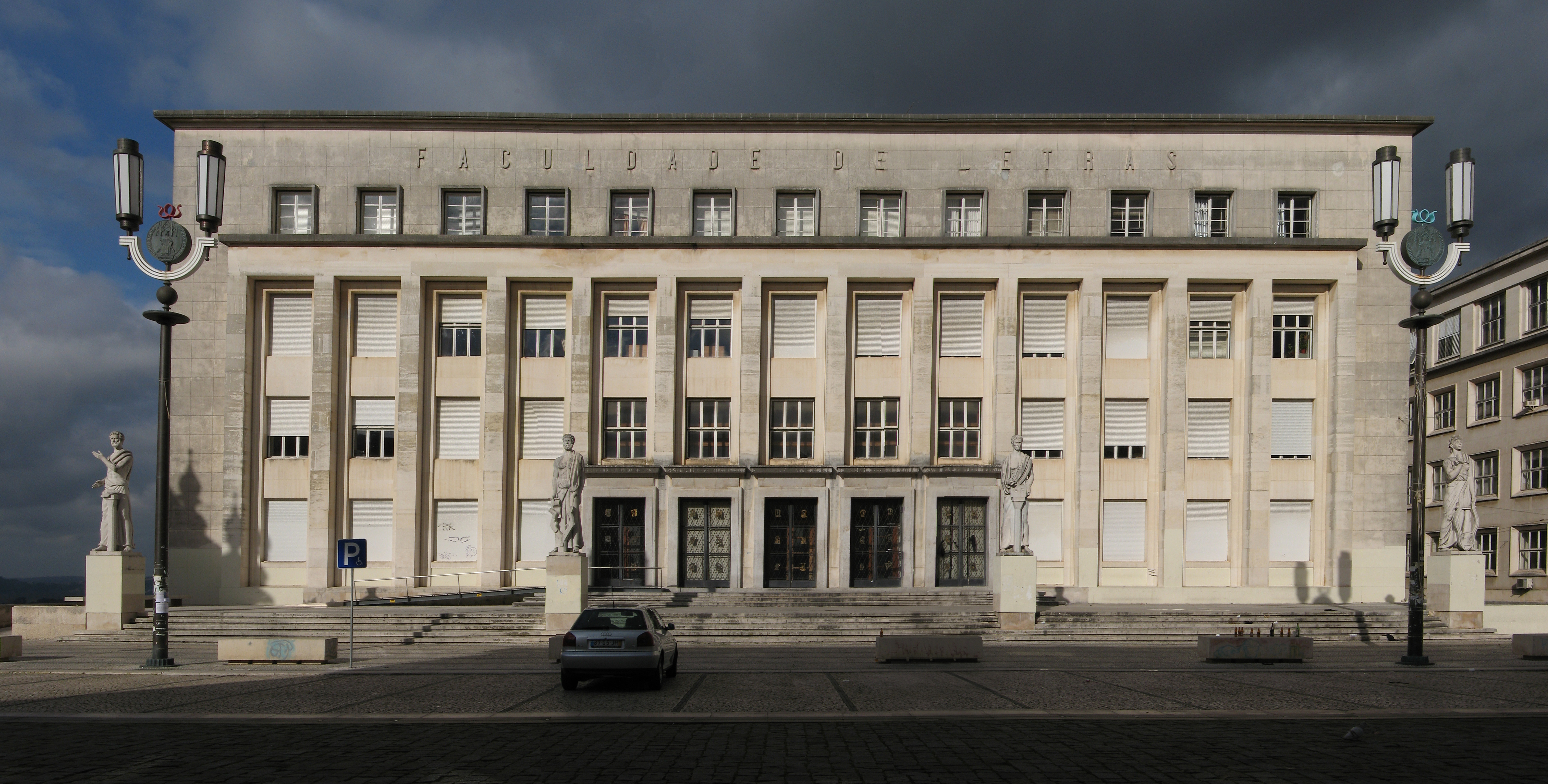
文学部棟
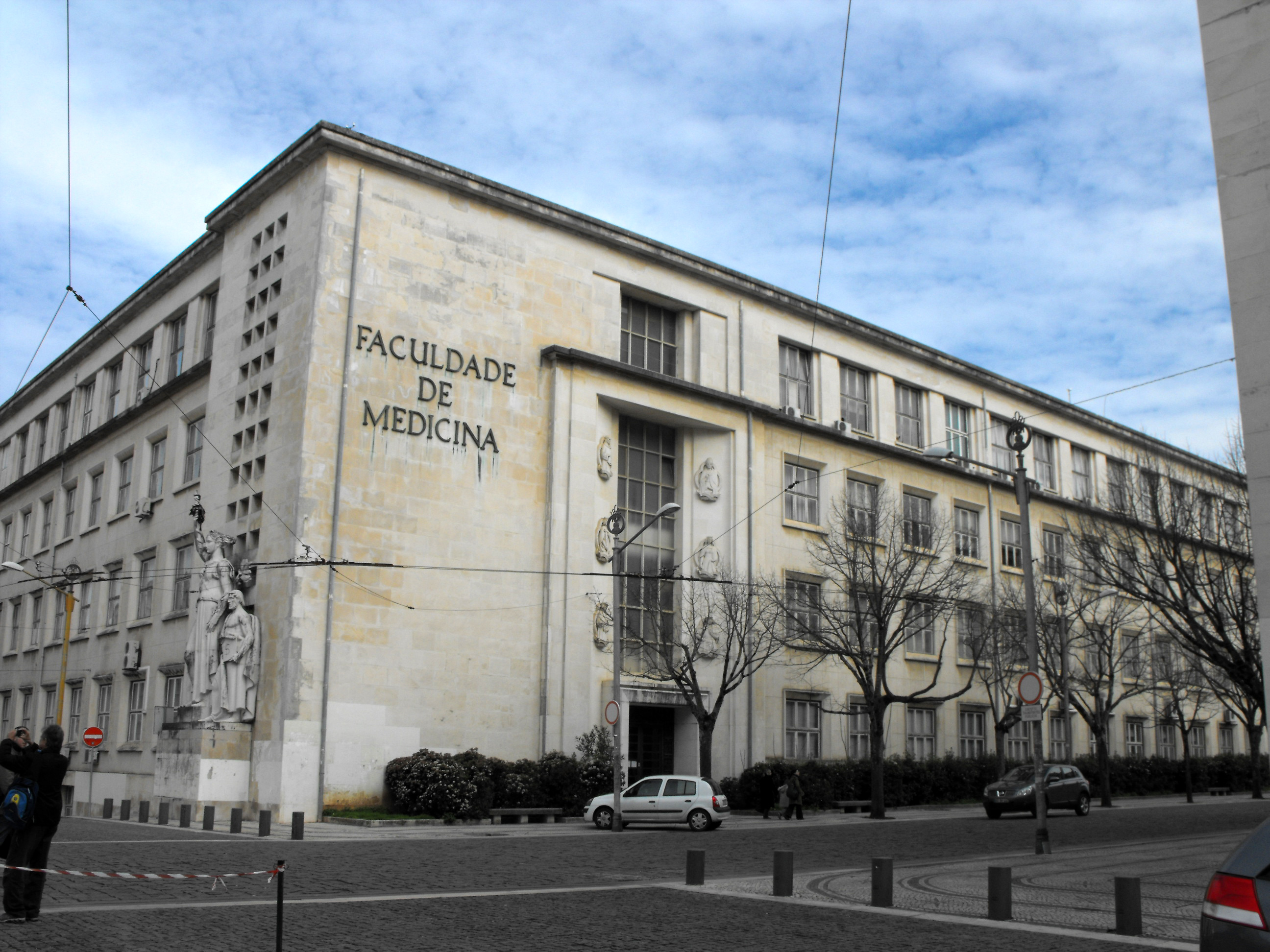
医学部棟
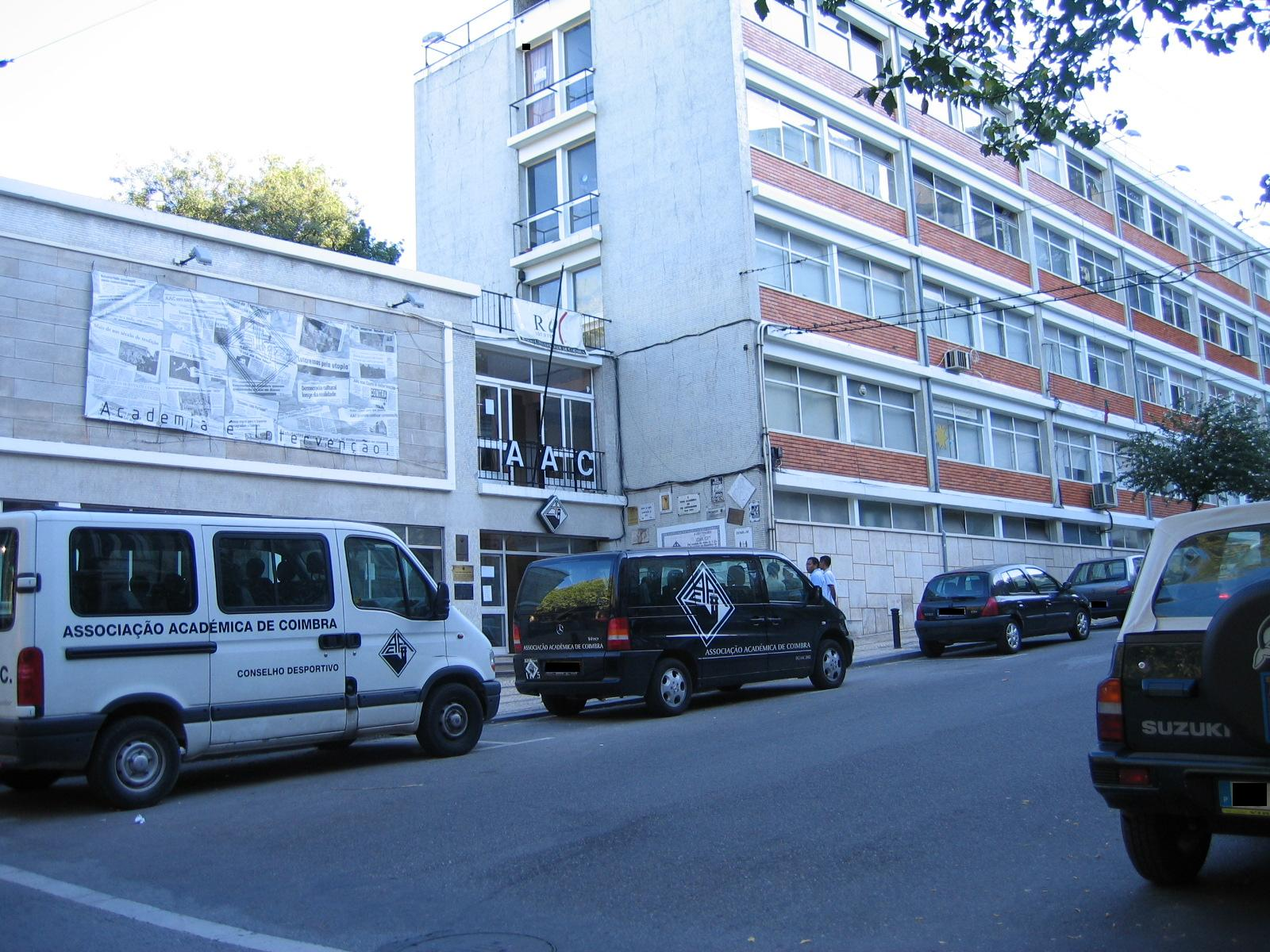
学生会館

### ソフィア地区
ソフィア地区はソフィア通り及びサンタ・クルース修道院周辺を含んでいる。サンタ・クルース修道院は1131年にアフォンソ・エンリケスが建てさせた修道院で、彼の墓がある。この修道院は、大学が最初にコインブラに移転してきた14世紀のスコラ学の影響が強かった時期と関わるものである。現在の修道院はマヌエル1世の時代の改築を経ており、ルネサンス様式の説教壇やマヌエル様式の回廊などを見ることが出来る。
ほかに、ユマニスムの影響が強かったルネサンス期の大学を伝える前述の旧コレジオ群が残る。コレジオは19世紀から20世紀に次々と閉鎖されていったが、大学関連施設としての利用は続いている。

ソフィア地区
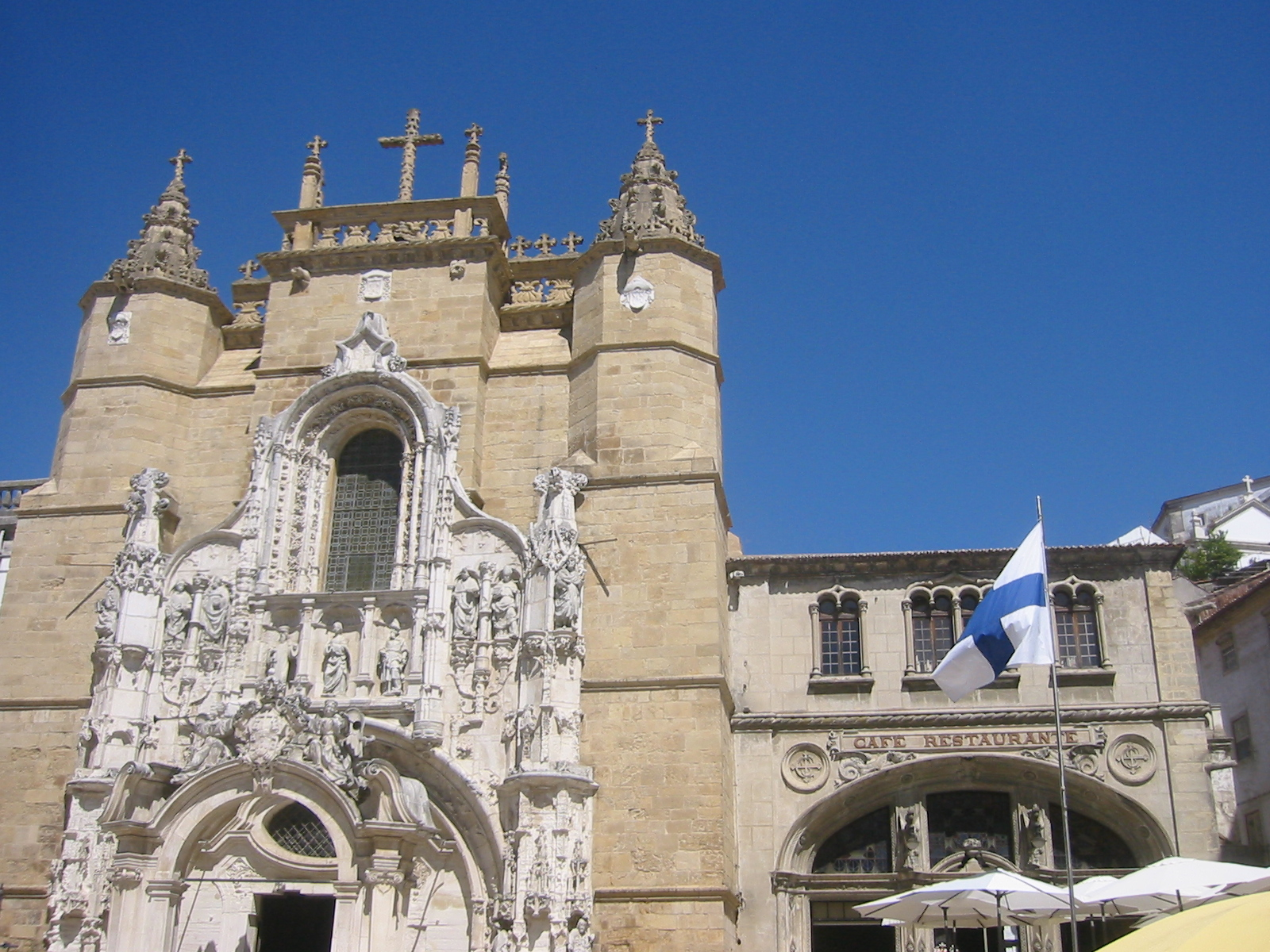
サンタ・クルース修道院のファサード
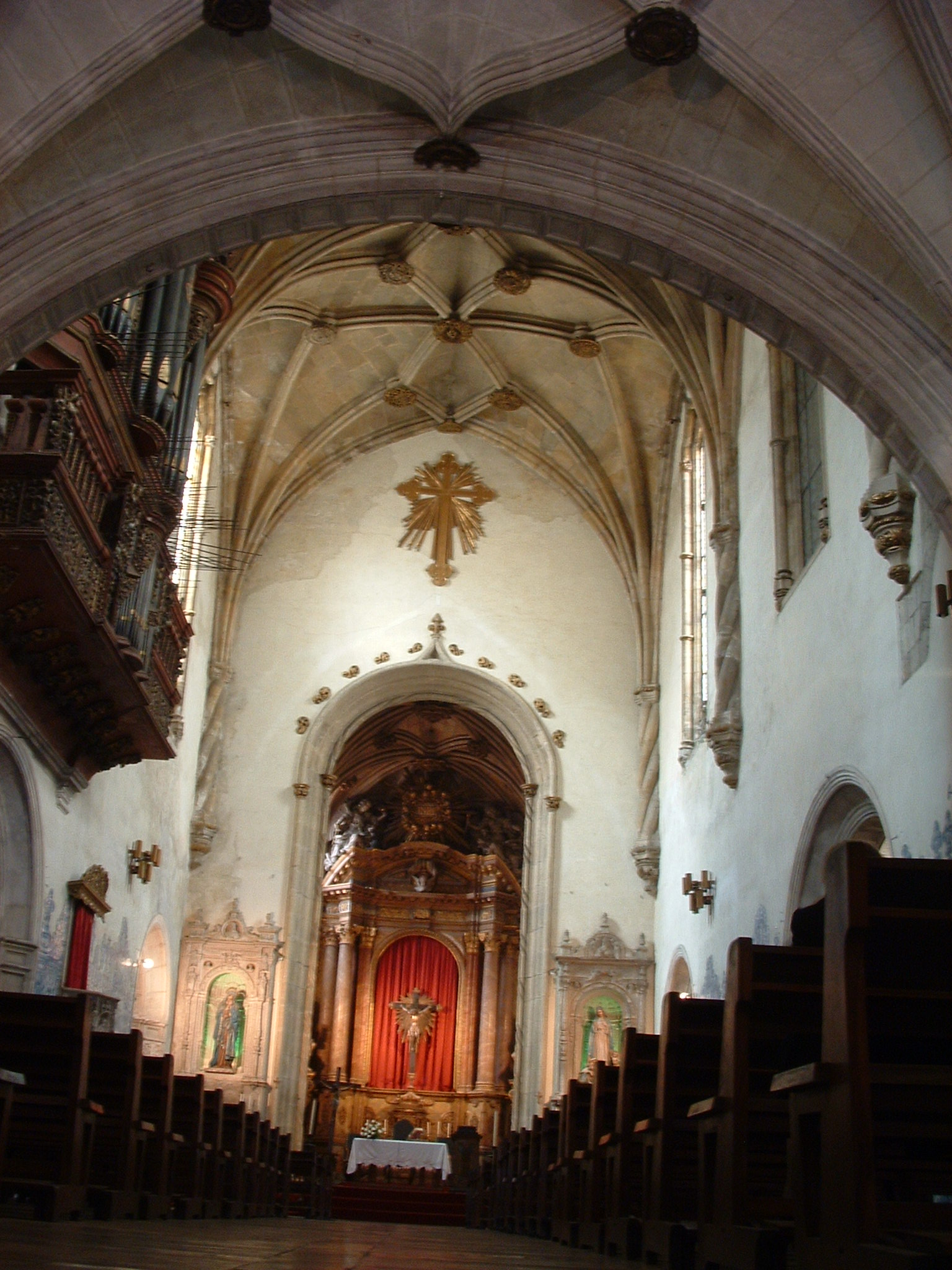
修道院内の礼拝堂
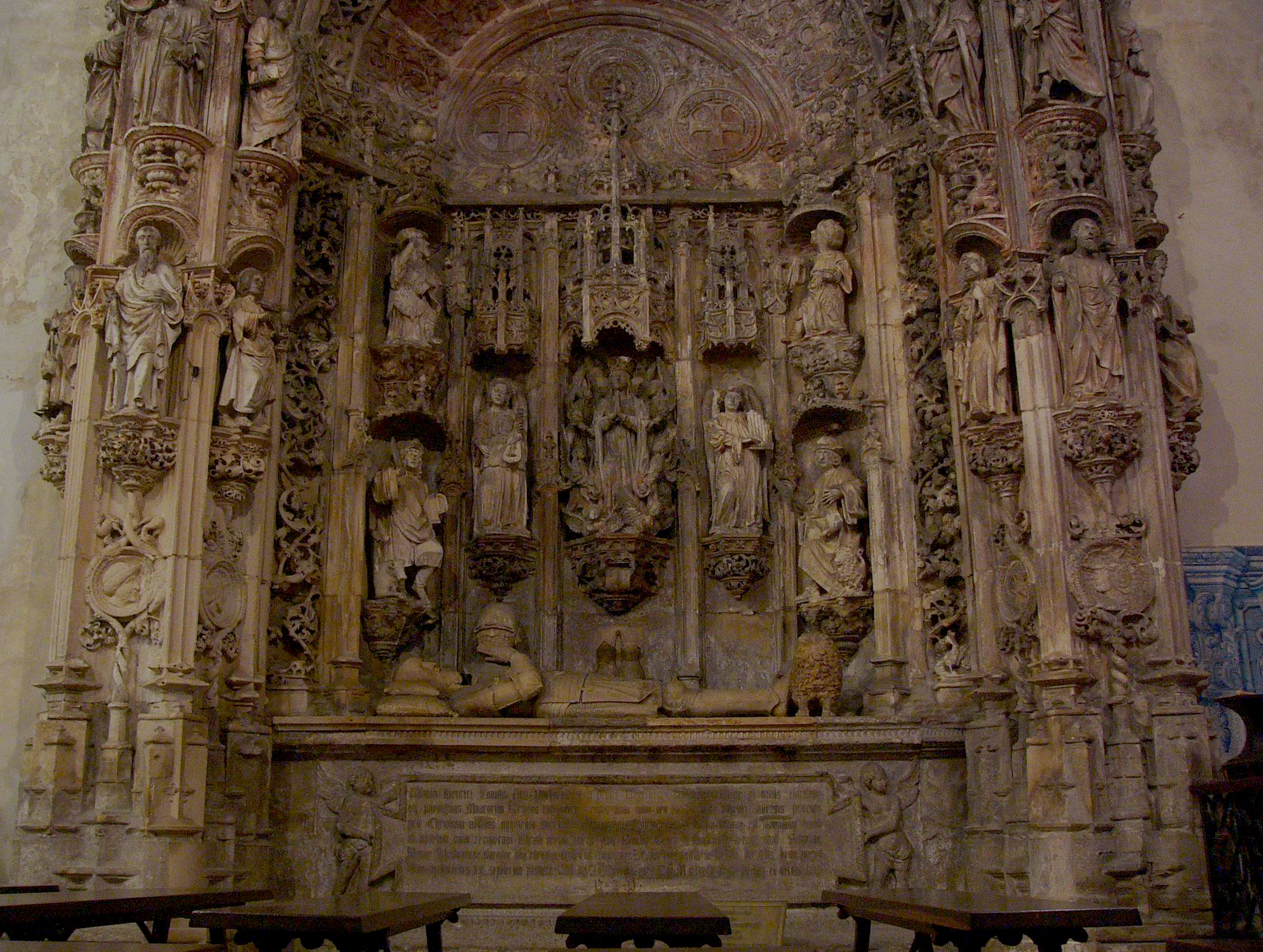
アフォンソ・エンリケスの墓
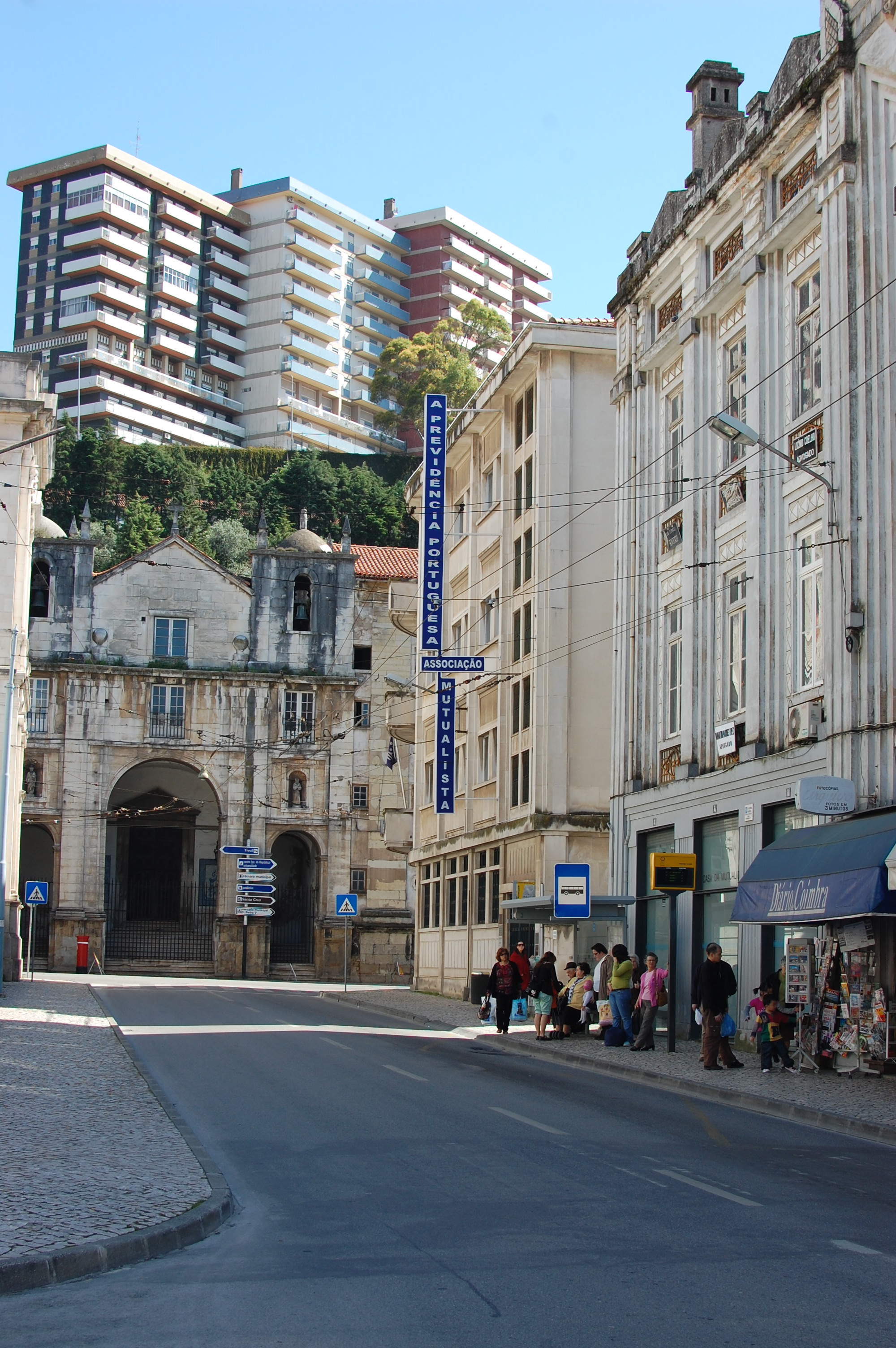
ソフィア通り

## 登録基準
コインブラ大学の推薦時点で、大学やそのもとで発展した都市の世界遺産は複数存在していた。イベリア半島に限ってもアルカラ・デ・エナレスの大学と歴史地区（スペインの世界遺産、1998年登録）があるし、エヴォラ歴史地区（ポルトガルの世界遺産、1986年登録）にしても、旧エヴォラ大学はかつてのコインブラ大学同様イエズス会によって運営された大学であった。しかし、コインブラ大学は、都市と一体化している点や、ポルトガル海上帝国時代に植民地の大学に与えた影響の大きさ、コインブラ・グループに見られるように現代でもなおその影響力が大きなものである点などから、既存の世界遺産リスト登録物件にはない顕著な普遍的価値を有していると認められた。
そのため、この世界遺産は世界遺産登録基準のうち、以下の条件を満たし、登録された（以下の基準は世界遺産センター公表の登録基準からの翻訳、引用である）。
- (2) ある期間を通じてまたはある文化圏において、建築、技術、記念碑的芸術、都市計画、景観デザインの発展に関し、人類の価値の重要な交流を示すもの。

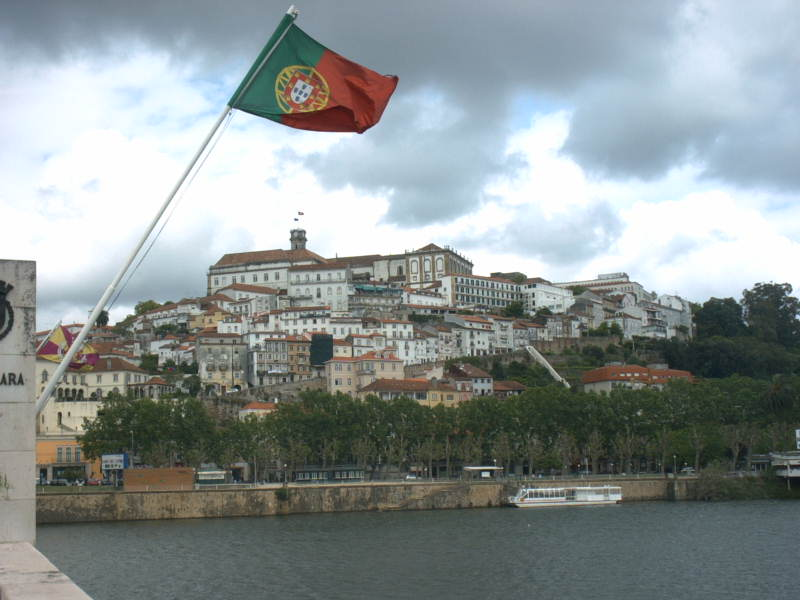
コインブラの都市景観。丘の上に見えるのがアルタ地区の旧大学など

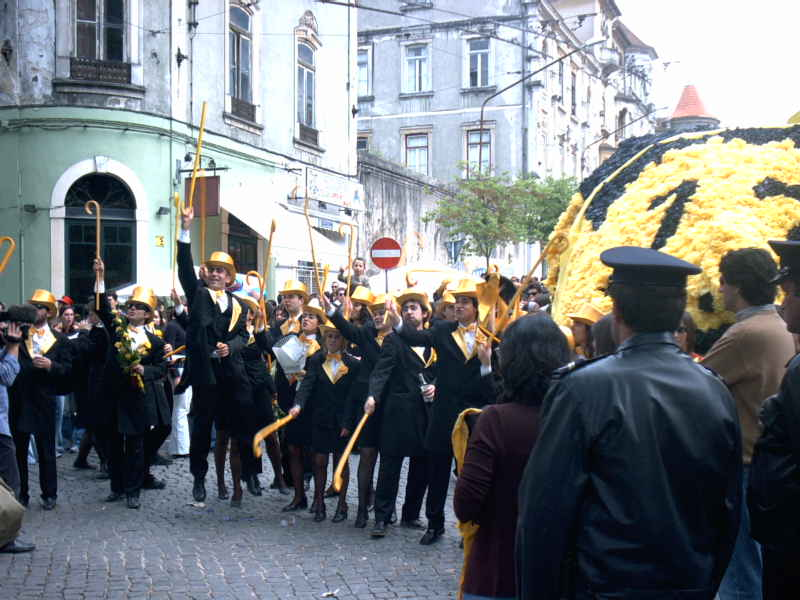
ケイマ・ダス・フィタス。5月に行われる卒業生の伝統的祝祭

  - 世界遺産委員会はこの基準の適用理由について「コインブラ大学 - アルタとソフィアは、その人文科学、自然科学、法律、建築、都市計画、景観設計の領域での知が受け入れられ、普及することで、7世紀以上にわたって旧ポルトガル帝国の教育機関に影響を及ぼしてきた。コインブラ大学はポルトガル語圏の大学の制度・建築両面の設計において、決定的な役割を演じてきたのであり、この文脈での典拠となる場所とも見なされうる」[32]と説明した。

- (4) 人類の歴史上重要な時代を例証する建築様式、建築物群、技術の集積または景観の優れた例。
  - 世界遺産委員会はこの基準の適用理由について、「コインブラ大学は、都市と大学が広範囲に融合していることを例証する特殊な都市類型を明示している。コインブラでは、町の建築的・都市的な表現体系は大学の制度的諸機能を反映しており、それによって都市と大学の密接な相互作用を示しているのである。この特色もまた、ポルトガル語圏のいくつかの後続の大学で再解釈された」[32]と説明した。

- (6) 顕著で普遍的な意義を有する出来事、現存する伝統、思想、信仰または芸術的、文学的作品と直接にまたは明白に関連するもの（この基準は他の基準と組み合わせて用いるのが望ましいと世界遺産委員会は考えている）。
  - 世界遺産委員会はこの基準について、「コインブラ大学 - アルタとソフィアは、その規範と制度上の仕組みの普及を通じ、ポルトガル語圏の学術的諸制度の形成において、独自の役割を果たした。同大学は文芸の創出とポルトガル語での思想、さらにはポルトガルの海外領土でコインブラの様式に従って確立された独特の大学文化の伝達の面において、重要な拠点としてつとに有名であった」[33]と説明した。

なお、最後の基準 (6) の適用について、ICOMOSはポルトガル当局が主張する思想などの伝達関係が、推薦されている有形の文化財にどう反映されているのかが示されていないとして、反対意見を述べていた。しかし、委員会審議で覆され、この基準の適用も認められた。